# 수원소방서
수원소방서(水原消防署, Suwon Fire Station)는 경기도 수원시를 관할하는 경기도 소방재난본부 산하의 소방서이다.
소방서장은 소방준감으로 보한다.

## 연혁
- 1947년 5월 1일: 수원소방서 개서
- 1986년 12월 27일: 안산소방서 분리
- 1995년 12월 13일: 용인소방서 분리
- 1996년 10월 5일: 수원남부소방서 분리 개서로 수원중부소방서로 변경
- 2009년 12월 1일: 수원남부소방서 통합으로 수원소방서로 변경
- 2019년 10월 1일: 수원남부소방서 재분리 개서

## 조직
| - 소방행정과 - 소방행정팀 - 회계장비팀 - 재난예방과 - 예방대책팀 - 생활안전팀 - 소방민원팀 - 재난대응과 - 대응전략팀 - 구조팀 - 구급팀 - 소방안전특별점검단 - 화재안전조사팀 - 소방패트롤팀 - 소방사법팀 | - 현장지휘단 - 지휘조사1,2,3팀 - 통신(상황실) - 화재조사 |

## 관할센터 및 관할구역
수원소방서는 5개의 119안전센터와 1개의 구조대를 산하에 두고 있다.
| 명칭                 | 주소                      | 관할구역                                      | 지역대 |
| -------------------- | ------------------------- | --------------------------------------------- | ------ |
| 정자119안전센터      | 장안구 정자천로189번길 12 | 장안구 영화동, 조원 1·2동, 정자 2·3동, 송죽동 |        |
| 영통119안전센터      | 영통구 매영로 325         | 영통구 영통 1·2동, 망포1·2동                  |        |
| 원천119안전센터      | 영통구 중부대로 349       | 영통구 원천동, 매탄 1·2·3·4동                 |        |
| 파장119안전센터      | 장안구 서부로 2308        | 장안구 파장동, 율천동, 정자1동                |        |
| 이의119안전센터      | 영통구 이의동 175         | 영통구 이의동, 장안구 연무동                  |        |
| 수원소방서 119구조대 | 장안구 정자천로189번길 12 | 경기도 수원시 장안구, 영통구                  |        |

## 사건사고
- 1978년 11월 1일에 화재를 진압하다 1명이 순직하였다.[3]
- 경기여자기술학교 화재 - 3달 후 용인소방서로 관할이 변경되었다.

## 같이 보기
- 대한민국 소방청
- 대한민국의 소방
- 소방관 계급